# Omorika
Omorika ali Pančićeva smreka (znanstveno ime Picea omorika) je iglavec iz družine borovk. Drevo so prvič odkrili leta 1832.

## Opis
Rastlina je ime dobila iz srbskega imena, saj je ta vrsta tam samonikla, ime Pančićeva smreka pa je dobila po botaniku Josipu Pančiću, ki je omoriko prvi opisal.
Omorika zraste do 30 metrov visoko, obseg debla pa lahko doseže 1,2 metra. Krošnja drevesa je piramidasta, veje pa so kratke in pri vrhu obrnjene navzgor, v sredini so ravne, v spodnjem delu pa so povešene, z navzgor obrnjenimi konicami. Deblo je ravno in prekrito s temnorjavim lubjem.
Mladi stranski poganjki so rdečkaste barve, prekriti pa so s črnimi dlačicami. 10 do 20 mm dolge iglice so sploščene, po zgornji strani temno zelene, po spodnji pa bele in imajo dobro vidni dve listni reži. Konice iglic so tope ali kratko zašiljene. Storži so viseči in jajčasti, dolgi od 4 do 7 cm in so mladi temno vijolične do črne barve, zreli pa temno rjavi.

## Habitat in uporabnost
Omorika je počasi rastoče drevo, zaradi česar nima velikega gospodarskega pomena. Samonikla je na Balkanu, kjer raste v čistih goznih sestojih v osrednji Bosni ter zahodni in jugozahodni Srbiji. Uspeva od 600 do 1400 m visoko, najbolje na apnenčasti podlagi. Drevo ni posebno zahtevno, zaradi česar so omoriko kot okrasno drevo raznesli tudi v druge dežele z zmernim podnebjem. Razmnožuje se s semeni.